# Serica chunlinlii
Serica chunlinlii är en skalbaggsart som beskrevs av Ahrens 2002. Serica chunlinlii ingår i släktet Serica och familjen Melolonthidae. Inga underarter finns listade i Catalogue of Life.